# Centopeia (filme)
Centopeia é um filme brasileiro dos gêneros ficção científica e drama lançado no Cine São Luiz em Fortaleza, Ceará.
Gravado em digital, sem recursos de lei de incentivo, edital ou patrocínio, Centopeia foi possível através de parcerias e da colaboração de diversos técnicos, mesmo com recursos limitados de 300 reais.

## Sinopse
A trama do filme é narrada pelo ponto de vista de um fazendeiro no interior do Ceará que luta para sobreviver, se deparando com um espiral de situações que subvertem a realidade conhecida.

## Elenco
| Ator/Atriz      | Personagem  |
| --------------- | ----------- |
| Camilo Vidal    | Joel        |
| Jeanne Feijão   | Suzana      |
| Bruno de Castro | Homo-Fóton  |
| Camile Queiroz  | Taciana     |
| Daniell Abrew   | Ribeiro     |
| Wanessa Araújo  | Rita        |
| Ruam Rios       | João Ângelo |

## Inspiração e Roteiro
Centopeia é o primeiro filme de uma quintologia de enredo apocalíptico intitulada “Projeto Unicórnio”, que tem início com a saga do fazendeiro Joel e finaliza com as aventuras espaciais de seu filho João Ângelo. A ideia de criar o projeto surgiu em 2003 quando Daniell Abrew, caminhando pela propriedade rural de seu avô, encontrou uma centopeia morta de forma helicoidal, a qual lembrava a estrutura de uma galáxia espiral.
O desenvolvimento do argumento e do roteiro não seguiram o padrão convencional de uma produção cinematográfica. Abrew pretendia construir uma obra experimental, e optou por escrever o guião em apenas uma folha de papel com sugestões de diálogos. A única cena escrita do filme foi a conversa telepática entre Joel e a cosmonauta Suzana Matoso Fraga.

## Filmagens
As gravações tiveram início em Novembro de 2005 nos estúdios da Faculdade Grande Fortaleza com a atriz Jeanne Feijão para a produção de um curta-metragem. A equipe dispôs de uma câmera Sony PD-150 Mini-DvCam/3 CCDs e um estúdio para chroma key. Foi necessário apenas 1 dia para realizar todas as cenas de Jeanne e do ator Bruno de Castro.
Em Fevereiro de 2007, após um intervalo de 1 ano e 2 dois meses, o diretor decide estender a obra para um longa-metragem. Abrew reuniu os atores Camilo Vidal e Camile Queiroz e, com uma câmera handycam Panasonic NV-GS180 MiniDV-Camcorder/3 CCDs, 2 refletores Mini-Set Light 500W e a verba limitada de 300 reais, viajou à fazenda de seu avô em Quixeramobim, município centro-geográfico do estado do Ceará, para fechar a produção em 4 dias de gravações.

## Efeitos Especiais e Montagem
Os primeiros esboços da nave Vitória II e da sonda marciana foram criados pelo artista plástico Beto Gaudêncio. Ele construiu miniaturas de 35 centímetros a partir de peças de ferro que serviram como referência para o técnico de animação J. Melo desenvolver a modelagem em 3D. Já os efeitos em 2D, partículas, cenários virtuais e elementos de composição ficaram a cargo de Daniell Abrew.
A produção enfrentou uma série de precariedades durante as gravações, principalmente com a ausência de um equipamento para captar o som. O problema foi solucionado pelo técnico Lúcio Júnior, que desenvolveu um processo de dublagem no qual o ator interpretava a sua linha ao tempo que escutava sua própria voz.
No dia 20 de maio de 2007, a montagem é interrompida com a morte trágica de Tiago Diogo, irmão de Abrew, provocada por um acidente automobilístico na estrada CE-060, sofrendo uma pausa dramática de quase um ano. Foi necessária a colaboração da produtora Camile Queiroz e da maior parte da equipe para conter o transtorno depressivo que impedia que Abrew prosseguisse com a finalização do filme.
Coincidentemente, a montagem foi concluída no dia 20 de maio de 2008, exato 1 ano após a morte de Tiago e apenas dois meses antes da data de estreia.

## Recepção
Embora seja considerado o primeiro longa-metragem do gênero ficção-científica produzido no estado do Ceará, o filme não foi bem recebido pela crítica. Segundo o jornalista e crítico de cinema Vinícius Lima:
“Daniell Abrew é um cineasta de coragem e merece respeito. Longe de ser um desastre, o longa merece algum crédito. Mais pela ousadia que pelo resultado final. Centopeia, como disse o próprio Daniell Abrew na apresentação de estréia, dia 26 de julho, não se propõe a ser um filme revolucionário. De cara as referências a Stanley Kubrick, embora parcas, são notáveis. A despeito disso, o filme peca, não por ser kubrickiano, mas por outras frentes, pois não oferece elementos para compreendê-la (o horário em um relógio ser uma associação a capítulos da Bíblia sem nenhuma referência prévia) – e subestima o espectador, exacerbando na didática quando não deve, faltando quando necessário. Propõe-se a um debate clichê, com apropriação de elementos já largamente usados. Duas coisas marcaram: seres superiores do futuro e a figura messiânica do homem que reconstruirá a humanidade para a ascensão à luz. Claro, a discussão de vida e morte e renascimento parece ter força alicerce ligada a sentimentos pessoais do diretor. Entretanto, o produto da discussão vida/morte entre o ser do futuro (representado por um hominídeo feito de luz, chamado Homo-Fóton) e o protagonista se mostra mais como aula de auto-ajuda ‘new age’ (reparem nas pirâmides em meio a lindos gramados representando o que seria o mundo do futuro) que uma explicação da proposta de roteiro, por assim dizer, filosófico.”

## Curiosidades
- Quatro anos antes de Dilma Rousseff ser escolhida pelo PT para se candidatar à eleição presidencial, a avó materna de Daniell Abrew, Teresa Reine, assumia a personagem de presidenta do Brasil. O cabelo curto e alourado, e o figurino, foram decisivos para que as cenas de Teresa fossem consideradas quase que proféticas.
- O diretor se baseou na numerologia para construir a maioria das mensagens subliminares. O número 13 é constantemente visto nas tomadas em que aparecem datas - exceto 2013, a soma dos números dos anos 2029, 2047 e 2056 é igual a 13.
- Os capítulos e versículos do livro do Apocalipse são apresentados em forma de horários, e se referem a eventos da Bíblia semelhantes aos que ocorrem no filme:

4 horas e 7 minutos (4:7) – E o primeiro animal era semelhante a um leão, e o segundo semelhante a um novilho, e o terceiro animal tinha o aspecto como de homem, e o quarto animal era semelhante a uma águia voando. (Cena em que Joel a cavalo observa diversos novilhos mortos e cercados por abutres.)
6 horas e 15 minutos (6:15) – E os reis da terra, e os príncipes, e os tribunos, e os ricos, e os poderosos, e todo o servo e livre se esconderam nas cavernas e entre os penhascos dos montes. (Cena em que Joel entra no casulo para se proteger do impacto que destruirá o planeta Terra.)
9 horas e 1 minuto (9:1) – E o quinto anjo tocou a trombeta: e vi que uma estrela caiu do céu na terra, e lhe foi dada a chave do poço do abismo. (Cena em que Joel testemunha a cápsula esférica atingir o planeta.)
- A cápsula esférica foi inspirada na Estrela da Morte, a base bélica criada pelo Império Galáctico da série cinematográfica de ficção científica Star Wars.
- O nome da cosmonauta Suzana Matoso Fraga foi inspirado em um antigo caso de amor do diretor, o qual se chamava Suzana Cardoso Braga. A atriz Jeanne Feijão foi submetida a um corte de cabelo semelhante ao de Suzana.
- Por falta de verba de produção, o traje espacial da cosmonauta Suzana foi confeccionado a partir de um colchão inflável.
- Um dos grandes problemas que ocorreram durante o filme foi a maquiagem pós-apocalíptica de Joel. Camilo Vidal enfrentou diversas tentativas para manter o aspecto deteriorado pela radiação. As gravações de todas as cenas de Joel na fase intermediária da evolução do homem teriam de ser resolvidas em apenas 2 horas porque a maquiagem final não permitia que Camilo respirasse com facilidade.
- O nome do personagem Joel foi idealizado a partir da mescla de João e Daniel. Foi uma homenagem a seu avô paterno, João Batista Diogo de Siqueira, que também era fazendeiro e vivenciou diversos eventos místicos em torno de sua propriedade.
- Numa matéria jornalística percebe-se uma referência ao ator estadunidense Haley Joel Osment como presidente reeleito dos Estados Unidos. A escolha do diretor em citar Osment baseou-se em duas premissas: o sobrenome Joel e a semelhança com seu irmão caçula Davi Abreu.
- Durante a sessão de estreia no dia 26 de Julho de 2008, cerca de 5% dos 800 espectadores deixaram o Cine São Luiz no início da cena da conversa telepática entre Joel e o Homo-Fóton. O motivo foi a dúvida que se desenvolveu sobre a existência de Deus. Segundo Daniell: ”Centopeia não afirma que inexiste um Deus, mas que, apesar de 5 milhões de anos de tecnologia, ainda é impossível provar Sua existência. É por isso que estou trabalhando numa continuação, para explicar este mal entendido.”